# Procureur
Dans les pays de droit romano-germanique, le procureur est le représentant du ministère public chargé de la poursuite en justice, ou le représentant du gouvernement auprès de certains tribunaux. Son titre et ses fonctions exactes varient selon les systèmes juridiques.
Dans les pays de common law, un procureur est au sens large un avocat qui représente une partie quelconque et dans un sens plus étroit, le terme désigne un avocat qui représente l'État.

## Par pays

### Canada
Le Dictionnaire  de droit québécois et canadien définit ainsi le terme procureur : « personne qui a reçu le pouvoir de représenter quelqu'un et d'agir à sa place », qu'il présente comme équivalent français du terme anglais attorney. Le procureur est un officier de justice qui représente quelqu'un dans le système de justice accusatoire et contradictoire et qui rédige des actes de procédure au nom de son client. Il n'y a pas de séparation formelle entre avocats et procureurs, la division se situe plutôt entre avocats (spécialistes du droit contentieux) et notaires (spécialistes du droit non contentieux).
De manière générale, un procureur de la Couronne est le procureur chargé de représenter la Couronne dans les procédures de droit criminel et pénal. Au Québec, ceux-ci travaillent pour le Directeur des poursuites criminelles et pénales.
Le procureur général  est le rôle qu'occupe le ministre de la Justice en tant que maître des poursuites de l'État.

### États-Unis
Aux États-Unis, le City Attorney (en) représente une municipalité. Le District Attorney représente l'État au niveau d'un comté. Le procureur général d’État représente un État. Le procureur fédéral représente le gouvernement fédéral américain dans les cours de district ou les cours d'appel fédérales.
L'avocat général des États-Unis (United States Solicitor General) représente le gouvernement fédéral devant la Cour suprême des États-Unis. Le procureur général des États-Unis (United States Attorney General) est le titre porté par le secrétaire à la Justice (Secretary of Justice) désigné comme « procureur général », en tant que chef du ministère public des États-Unis.
En anglais américain, attorney signifie une personne nommée par quelqu'un pour transiger des affaires en son nom, et en particulier cela réfère à un avocat.

### France

#### Ancien Régime
En France, au Moyen Âge, un procureur est un juriste ayant reçu un mandat pour représenter une partie et accomplir les actes de procédure. À l'origine, une même personne pouvait aussi exercer la fonction d'un avocat et donc plaider. La séparation entre les deux professions s'opère à la fin du XVe siècle. Dès lors, avocats et procureurs ont chacun leur champ d'exercice : les avocats se spécialisent dans le conseil, la défense écrite et la plaidoirie. Les procureurs, quant à eux, sont chargés d'accompagner les plaideurs dans les dédales de la procédure. Le ministère d'un procureur peut être obligatoire, tel est le cas devant la plupart des juridictions royales.
Dès le XIIIe siècle, le roi de France fait défendre ses intérêts par des procureurs qui se spécialisent à son service au XIVe siècle et se voient interdire de travailler pour des particuliers. Ces procureurs du roi et procureurs généraux sont à l'origine du ministère public. De là vient l'utilisation du mot de « procureur » pour désigner un représentant du parquet. Pour les distinguer, les procureurs chargés de représenter les parties étaient appelés « procureurs aux causes ».
Au XVIe siècle, les procureurs fiscaux étaient les officiers du ministère public établis près des hautes justices seigneuriales. On les appelait fiscaux parce qu'ils devaient poursuivre les droits et profits pécuniaires qui appartenaient au seigneur de la terre. Dans les domaines de la Couronne, ils prenaient le nom de procureur du roi. Les moyennes justices avaient pour ministère public un officier qui se qualifiait seulement de procureur ordinaire. Le juge bas justicier n'avait aucun procureur près de lui. Les hauts justiciers pouvaient prononcer toutes sortes de peines corporelles, même celle de mort. Le procureur général fiscal était établi près des juridictions jugeant sur appel. On pouvait d'ailleurs occuper à la fois plusieurs offices de procureur fiscal.

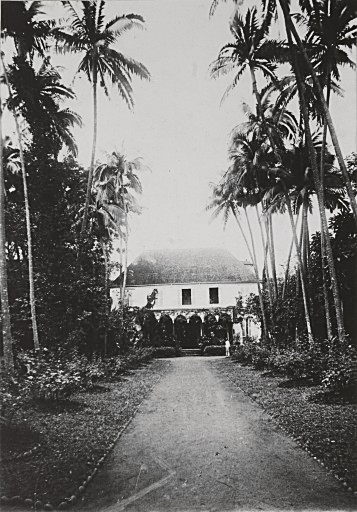
Hôtel du procureur général, à Saint-Pierre (La Réunion), vers 1880, par Henri Georgi.

À la fin du XVIe siècle, les fonctions de procureur sont érigées en offices vénaux. Pour devenir procureur, il fallait avoir 25 ans, avoir exercé 10 ans dans une étude et acheter un office ou en hériter, mais aucun grade universitaire n'était requis. À la veille de la Révolution, plus de 600 procureurs exerçaient à Paris.
Un cas particulier : en France, sous l'Ancien Régime, un procureur terrien était un paroissien désigné par le général de la paroisse et chargé d'administrer les biens matériels (temporels) possédés par l'église et la paroisse.

#### Depuis la Révolution
Au moment de la Révolution, les procureurs « aux causes » sont supprimés par la loi des 29 janvier et 20 mars 1791, qui les remplace par des avoués. Le mot « procureur » se spécialise alors dans le sens de représentant du ministère public.
En France, le procureur de la République et le procureur général sont des magistrats formant le ministère public ou « parquet ».

### Italie
En Italie, le procuratore generale della Repubblica (en) est un magistrat près la Cour de cassation (Suprema corte di cassazione) et près la Cour d'appel (Corte d'appello). Le procuratore della Repubblica (it) est un magistrat près le Tribunal (Tribunale ordinario) et près le Tribunal pour enfants (Tribunale per i minorenni).
Il existe aussi le procuratore aggiunto (it) et le procuratore nazionale antimafia (it).

### Pays-Bas
Aux Pays-Bas, le procureur est connu sous le nom d'officier de justice (en néerlandais : officier van justitie). Il représente le ministère public au tribunal. La direction du ministère public est assurée par le collège des procureurs généraux (College van procureurs-generaal), composé d'entre trois et cinq officiers de justice.
« L'officier de justice est chargé des enquêtes pénales. En fonction des résultats de cette enquête, il décidera de porter l'affaire devant les tribunaux (par assignation), de proposer un règlement ou de classer l'affaire (par exemple faute de preuves) ».

### Suisse
En droit suisse, les procureurs représentent le ministère public. Le Ministère public de la Confédération est placé sous la responsabilité du procureur général de la Confédération. Chaque canton peut instituer son « premier procureur » ou son « procureur général ».
Lors de la procédure préliminaire, le procureur dirige l'instruction, à charge et à décharge. Lors de la procédure de première instance, la procédure est dirigée par le juge qui préside le tribunal et le procureur se concentre alors sur l'accusation.

### Autres pays
- Union européenne : le Parquet européen, ou Bureau du procureur général européen (BPGE) est un organe indépendant de l'Union européenne (UE) entre 22 des 27 membres de l'UE. Ses travaux doivent débuter courant 2020. La première procureure générale du Parquet européen entrée en fonction le 1er octobre 2019 est Laura Codruța Kövesi[14]. Ce nouveau parquet aura un impact sur les activités des procureurs des différents pays concernés[15]
- Allemagne : Avocat de l'État
- Belgique : Procureur du Roi
- Indonésie : Jaksa
- Luxembourg : Procureur d'État
- Suède : Åklagare (titre) - Åklagarmyndigheten (l'office)
- Royaume-Uni
  - Angleterre et Pays de Galles : Crown Prosecution Service
  - Écosse : Crown Office and Procurator Fiscal Service
  - Irlande du Nord :  Public Prosecution Service for Northern Ireland

## Justice canonique catholique
La distinction entre avocat et procureur est faite dans le Code de droit canonique de 1983. Même si les règles appliquées à l'un et à l'autre sont sensiblement les mêmes, seul le procureur est mentionné comme ayant un mandat de la partie. De même, le rôle de représentant du procureur justifie que le code prescrive à chaque partie de n'avoir qu'un procureur, alors que le nombre d'avocats n'est pas limité.